# Rastenberg (Gemeinde Rastenfeld)

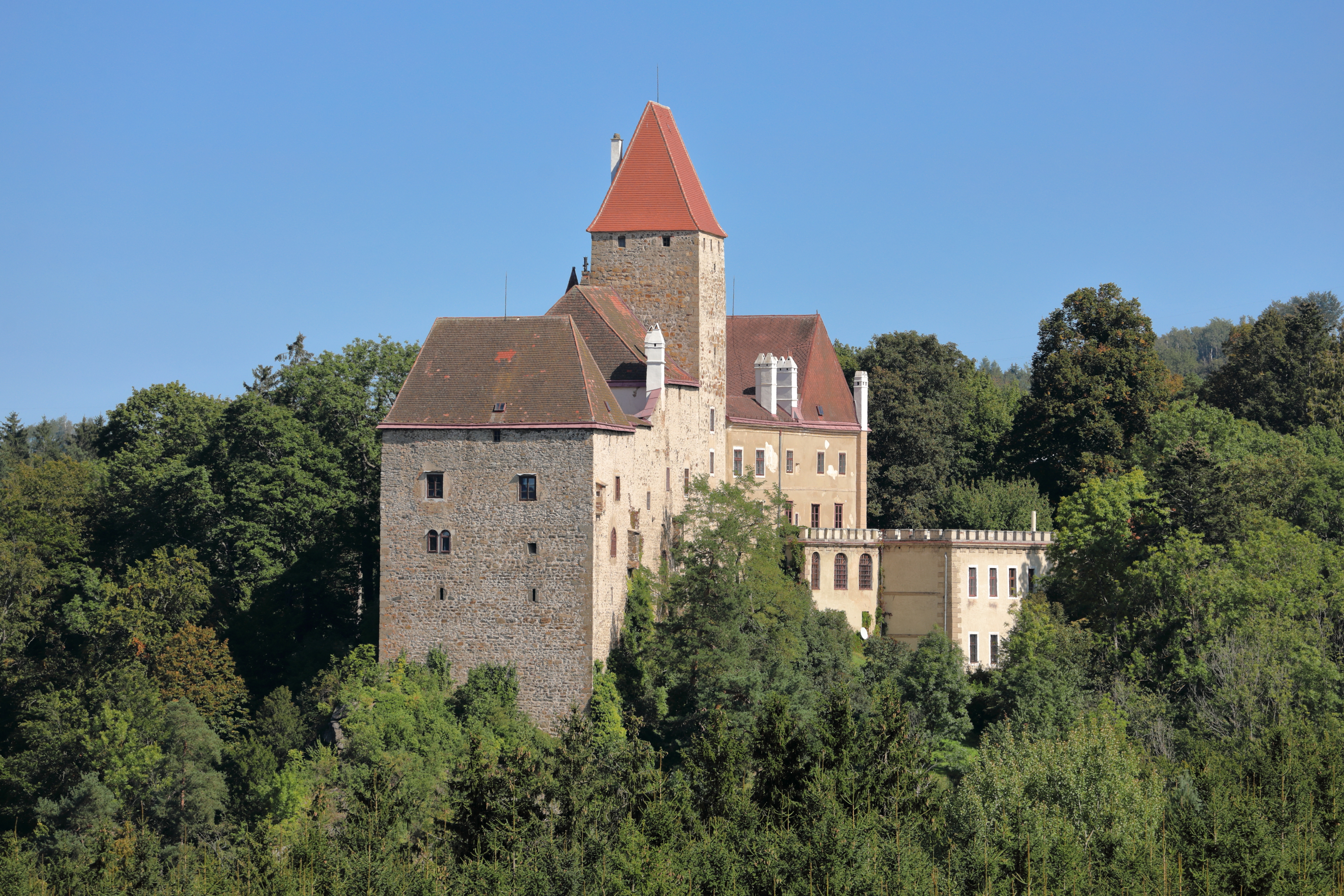
Burg Rastenberg

Rastenberg ist eine Ortschaft und eine Katastralgemeinde der Marktgemeinde Rastenfeld im Bezirk Krems in Niederösterreich. Die Ortschaft hat 16 Einwohner (Stand 1. Jänner 2024).

## Geografie
Die Rotte liegt in einem tief eingeschnittenen Tal, das von einem Zubringer zum Purzelkamp gebildet wird. Durch den Ort führt die Landesstraße L8245, die östlich von der Kremser Straße abzweigt. Zur Ortschaft zählen weiters die Hofmühle und die Schöpfermühle.

## Geschichte
Laut Adressbuch von Österreich waren im Jahr 1938 in Rastenberg zwei Gastwirte, ein Hammerschmied, eine Mühle, ein Schmied und einige Landwirte ansässig.

## Sehenswürdigkeiten
- Burg Rastenberg, eine ca. 1200 errichtete Wehranlage, steht hoch über dem Ort

## Belege
1. ↑  Statistik Austria: Bevölkerung am 1.1.2024 nach Ortschaften (Gebietsstand 1.1.2024), (ODS, 500 KB)
2. ↑  Adressbuch von Österreich für Industrie, Handel, Gewerbe und Landwirtschaft, Herold Vereinigte Anzeigen-Gesellschaft, 12. Ausgabe, Wien 1938 PDF, Seite 411.